# Morsbach
Morsbach là một đô thị ở Oberbergischer Kreis, trong Nordrhein-Westfalen, Đức.
Đô thị này có cự ly khoảng 50 km về phía đông Köln, ở góc nam của huyện Oberbergischen ở ranh giới của Nordrhein-Westfalen với Rhineland-Palatinate.

## Các đơn vị giáp ranh
|               | Bắc: Reichshof   |                      |
| Tây: Waldbröl | Morsbach         | Đông: Kirchen (Sieg) |
|               | Nam: Hamm (Sieg) |                      |

## Các khu phố
| A | Alzen - Amberg - Appenhagen                                                                                               |
| B | Berghausen - Birken - Birzel - Bitze - Böcklingen - Breitgen - Burg Volperhausen                                          |
| E | Ellingen - Erblingen - Euelsloch - Eugenienthal                                                                           |
| F | Flockenberg - Frankenthal                                                                                                 |
| H | Hahn - Halle - Hammer - Heide - Hellerseifen - Herbertshagen - Holpe - Hülstert                                           |
| K | Katzenbach - Kömpel - Korseifen                                                                                           |
| L | Ley - Lichtenberg - Lützelseifen                                                                                          |
| N | Neuhöfchen - Niederasbach - Niederdorf - Niederwarnsbach - Niederzielenbach                                               |
| O | Oberasbach - Oberholpe - Oberwarnsbach - Oberzielenbach - Ölmühle - Ortseifen                                             |
| R | Reinshagen - Rhein - Ritterseifen - Rolshagen - Rom - Rosengarten - Rossenbach                                            |
| S | Schlechtingen - Seifen - Siedenberg - Solseifen - Springe - Steimelhagen - Stentenbach - Stockshöhe - Straßerhof - Strick |
| U | Überasbach - Überholz |
| V | Volperhausen |
| W | Wallerhausen - Wendershagen - Wittershagen                                                                                |
| Z | Zinshardt |

## Dân số Morsbach
| Năm  | Dân số |
| 1838 | 3.563  |
| 1866 | 3.857  |
| 1939 | 5.685  |
| 1950 | 6.979  |
| 1960 | 7.155  |
| 1972 | 9.689  |
| 1980 | 10.669 |
| 1984 | 10.565 |
| 2000 | 12.250 |
| 2002 | 12.337 |